# Rodope
A Rodope (bolgárul Родопи [Rodopi], görögül Ροδόπη [Rodópi], törökül Rodop) hegység Görögország és Bulgária között, a Rila–Rodopei-masszívum része. A mintegy 250 km hosszú erdős hegyvonulat nagyobb része (83%-a) Bulgária területén fekszik. A Marica folyótól húzódik Görögország északkeleti részéig. Nyugaton a Meszta (görögül Nésztosz), keleten a Marica (Évrosz) völgye határolja.

## Jellemzői

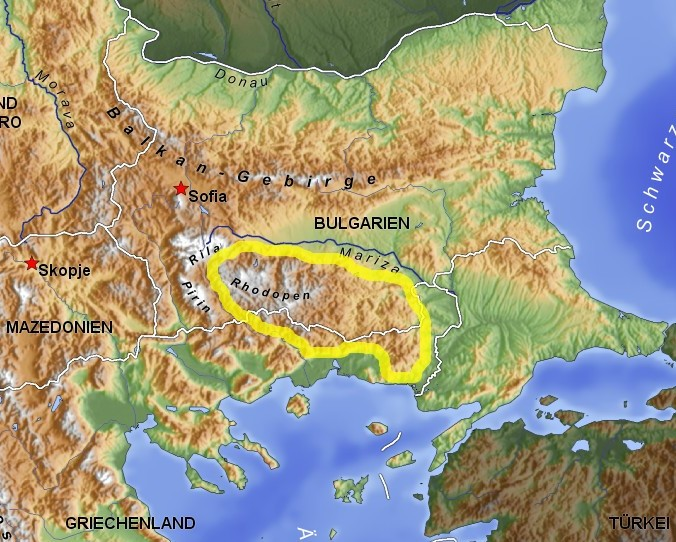
A Rodope fekvése

A középkorban Szlavievi-hegyek, a török hódoltság alatt Doszpati-hegyek néven ismerték.
Területe 14 737 km², átlagos magassága 785 méter. Bulgária területének egyheted részét teszi ki. Főbb kőzetei a kristályos pala, a márvány és a gránit. Keleti részén mészkő, márga és homokkő, valamint vulkanikus eredetű riolit, tufa, tufit, törmelékkő található. Bolgár részét hagyományosan nyugati és keleti részre osztják, a kettő között lényeges különbségek vannak. A Nyugati-Rodope magasabb, 1800-2000 méter feletti csúcsokkal, a legmagasabb a Goljam Perelik, 2191 méterrel. A Keleti-Rodope jóval alacsonyabb, a legmagasabb hegye az 1483 méteres Orlica, valamint a Kodzsaele a maga 1267 méteres magasságával, a többi hegy nem éri el az ezer métert.
A Keleti-Rodopéban vasérc, krómérc, azbeszt, ólom-, cink- és rézérc található, a Nyugati-Rodopéban ólom-, cink- és rézérc. Éghajlata a magasabb részeken hegységi, alacsonyabb hőmérséklettel, több csapadékkal, hosszan megmaradó hótakaróval. Az alacsony keleti részein mediterrán jellegű az éghajlat, kevesebb csapadékkal, melegebb időjárással, azonban a kontinentális éghajlat hatása is érezhető a térségben. Növényvilágára a közép-európai fajok jellemzőek, nyugaton tűlevelű erdőkkel (lucfenyő, erdeifenyő, jegenyefenyő), a szélein keleten lombhullató erdők (bükk, tölgy); a magasabban fekvő helyeken boróka, afölött havasi mezők találhatóak. A mediterrán éghajlatú részeken puszpángfélék, vörösboróka és más mediterrán fajok élnek.
A vidék bővelkedik gyógyvizekben, hévizekben, karsztforrásokban. Sok folyójának vízenergiáját hasznosítják.

## Kulturális jelentősége
A Római Birodalom idején ez a hegyvonulat képezte a határt Trákia és Makedónia között.
A hegységben több ősi trák rommaradvány (Tatul, Belantas, Perperikon), továbbá középkori erőd, templom található. 2015-ben a hegység keleti, bulgáriai részén, sziklából formált piramismaradványt fedeztek fel. A 15 méter magas, öt lépcsős alkotás korban megelőzi az egyiptomi piramisokat.
Görögországban a hegység nevét viseli a Kelet-Makedónia és Thrákia régióban található Rodópi prefektúra.

## Barlangok a hegységben
Dobrosztan gyöngye-barlang, Gargina dupka (Csóka-lyuk), Haramijszka dupka (Haramia-lyuk), Hófehérke-barlang, Ivanova voda-barlang, Jagodinai-barlang, Jubileum-barlang, Lepenica-barlang, Manoilova dupka (Manoilova-lyuk).

## Fordítás
Ez a szócikk részben vagy egészben  a   Rhodope Mountains című angol Wikipédia-szócikk fordításán alapul.  Az eredeti cikk szerkesztőit annak laptörténete sorolja fel. Ez a jelzés csupán a megfogalmazás eredetét és a szerzői jogokat jelzi, nem szolgál a cikkben szereplő információk forrásmegjelöléseként.